# Hawaii Volcanoes National Park
Hawaii Volcanoes National Park is een nationaal park in het zuiden van het eiland Hawaï in de staat Hawaï in de Verenigde Staten. Het park, dat is opgericht in 1916, laat de resultaten zien van 30 miljoen jaar vulkanisme dat nieuw land heeft gecreëerd met een uniek nieuw ecosysteem. Sinds 1987 staat het park op de Werelderfgoedlijst van UNESCO. In 2003 werd het park met 457,3 km² uitgebreid met de voormalige Kahuku Ranch.

## Ligging
Het park strekt zich uit van zeeniveau tot de 4170 meter hoge top van een van 's werelds grootste vulkanen, de Mauna Loa. In het park ligt ook de Kilauea, een nog kleine vulkaan met een hoogte van 1222 m die een van de actiefste vulkanen ter wereld is, en die wetenschappers inzicht geeft in het ontstaan van de Hawaïaanse eilanden. Het park heeft een oppervlakte van 1308,9 km². Er zijn op dit moment twee actieve kraters: de actiefste is de Puʻu ʻŌʻō van waaruit de lava stroomt. De andere krater, de Halema'uma'u, bevat een lavameer dat goed zichtbaar is vanaf het overzichtspunt bij het voormalige Jaggar Museum.

## Beschrijving van het park
Het bezoekerscentrum bevindt zich nabij het Volcano House hotel aan de rand van de Kilauea Caldera, die een diameter van ongeveer 5 km heeft. Rond deze caldeira is de Crater Rim Drive, die sinds 2008 deels gesloten is wegens een op sommige plaatsen te hoge concentratie SO2 in de lucht afkomstig uit de open Halemau'uma'u krater. Aan de Crater Rim Drive bevinden zich verder onder andere de Sulphurbanks, het Jaggar Museum met het Hawaiian Volcano Observatory (gesloten na de uitbarsting van 2018), en Halema'uma'u Crater. De laatste heeft een diameter van ongeveer 800 m. Sinds maart 2008 is deze krater actief en er bevindt zich een lavameer op de kraterbodem dat af en toe (bij hoge stand van de lava) overstroomt. Aan de oostkant van de caldeira bevindt zich de Kilauea Iki krater, waar in 1959 een uitbarsting plaatsvond waarbij een grote lavafontein aanwezig was. Nabij deze krater is de Thurston Lavatube, een lavatunnel.
Van de Crater Rim Drive leidt de Chain of Craters Road naar de kust. Deze weg is sinds 1960 onderbroken door vele lavastromen, die deze verbinding met Kalapana afgesneden hebben. De Crater Rim Drive eindigt nu bij de Holei Sea Arch. Hier kan je je auto parkeren en via de in 2016 naar Kalapana aangelegde noodweg de nieuwste lavastromen verkennen.

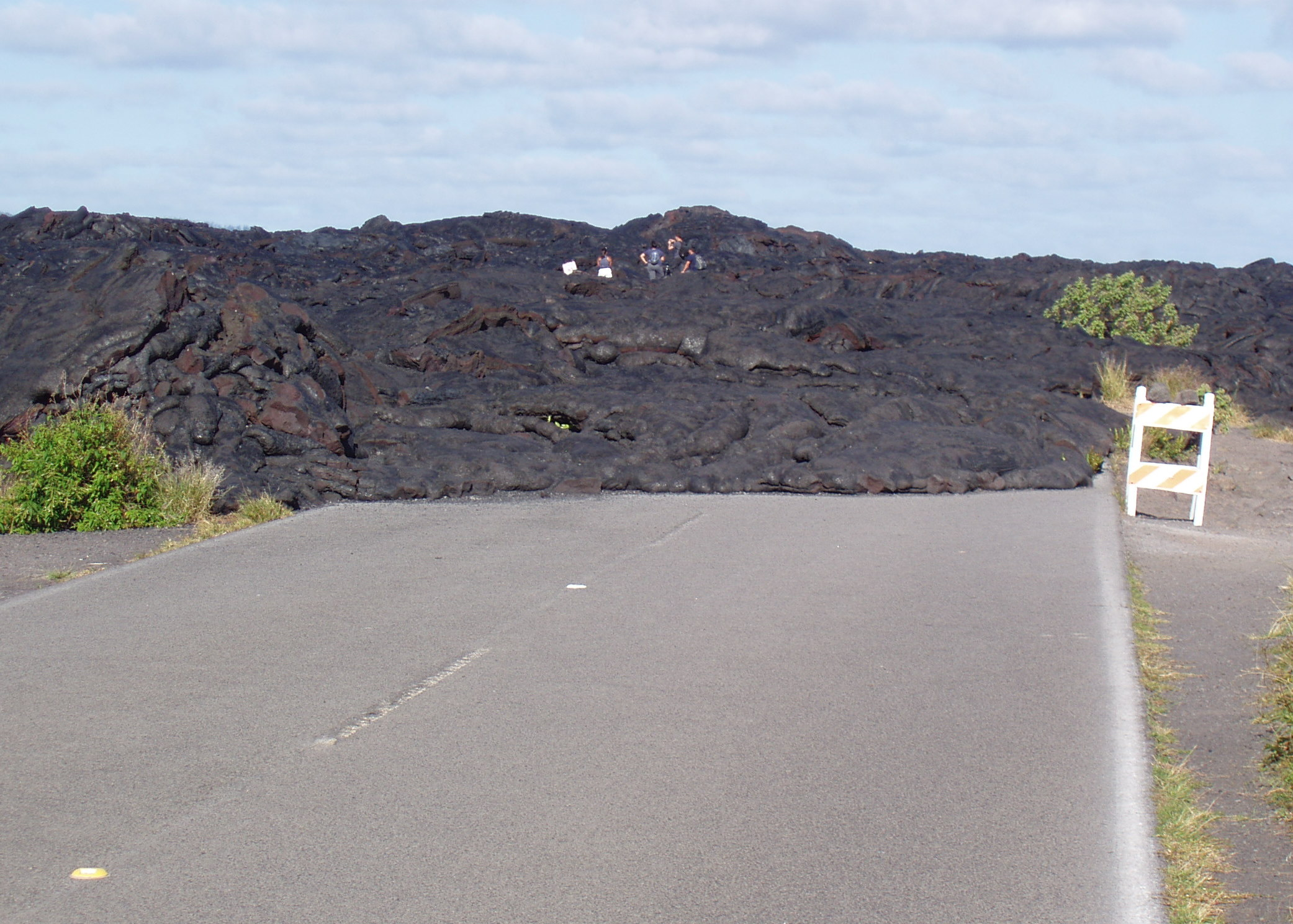
Kustweg, onder lava bedolven
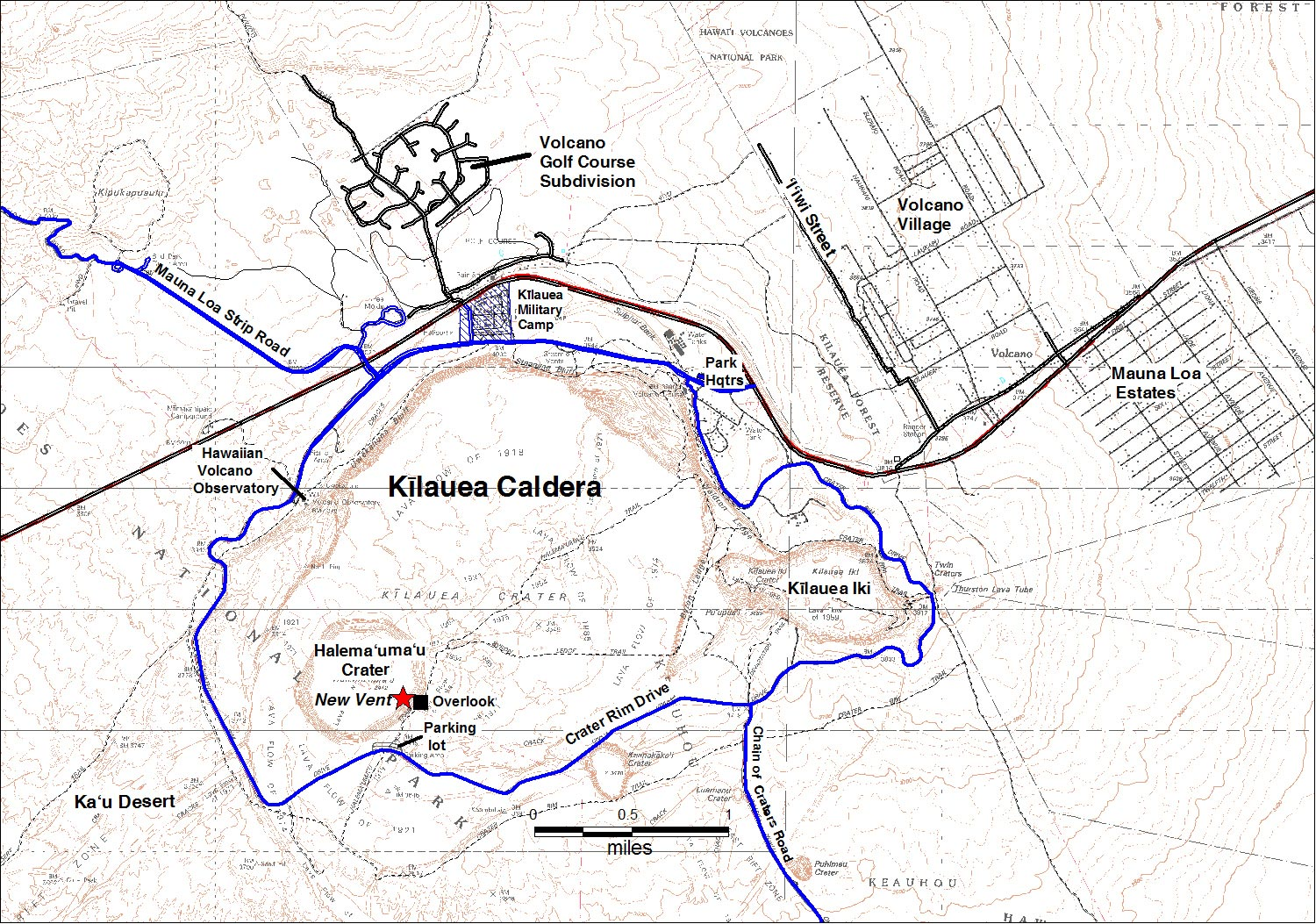
Het centrale gedeelte met de Kilauea Caldera en Halemaumau Crater
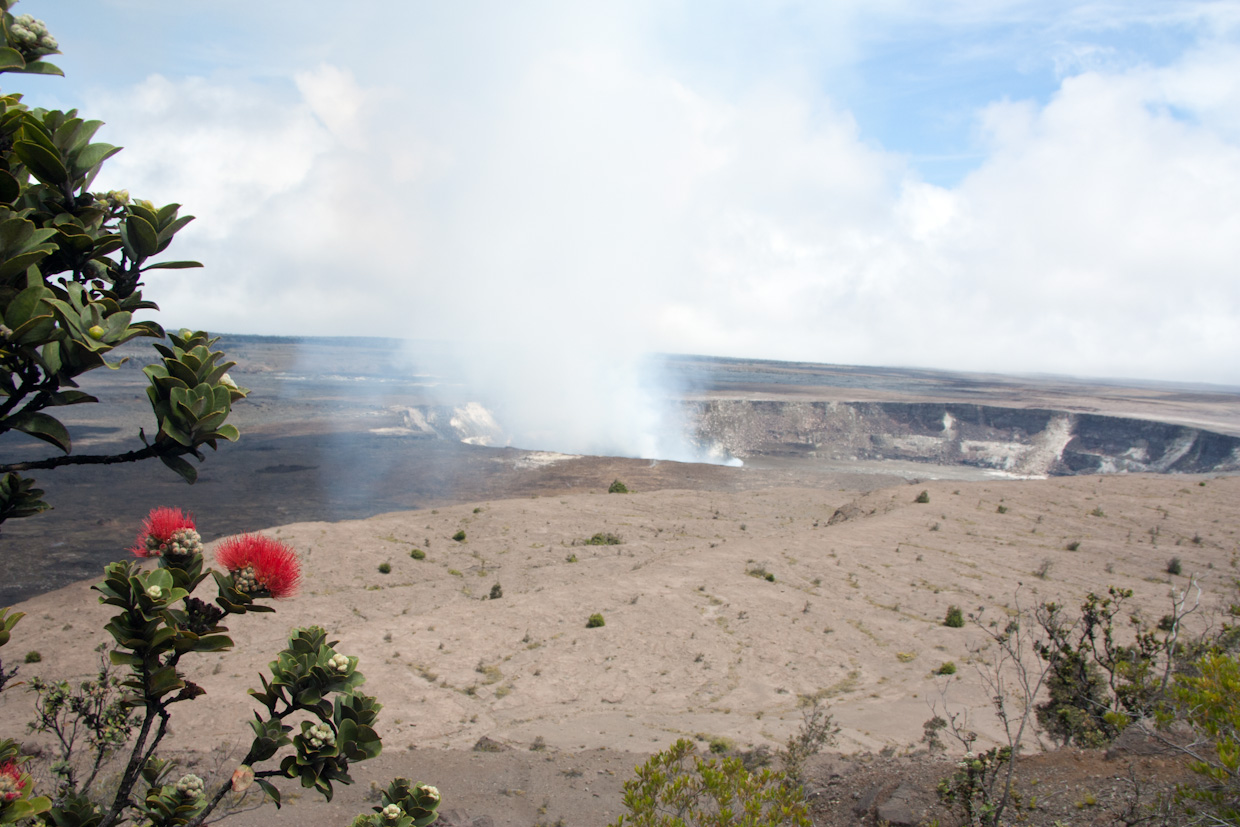
Halemaumau Crater in 2013
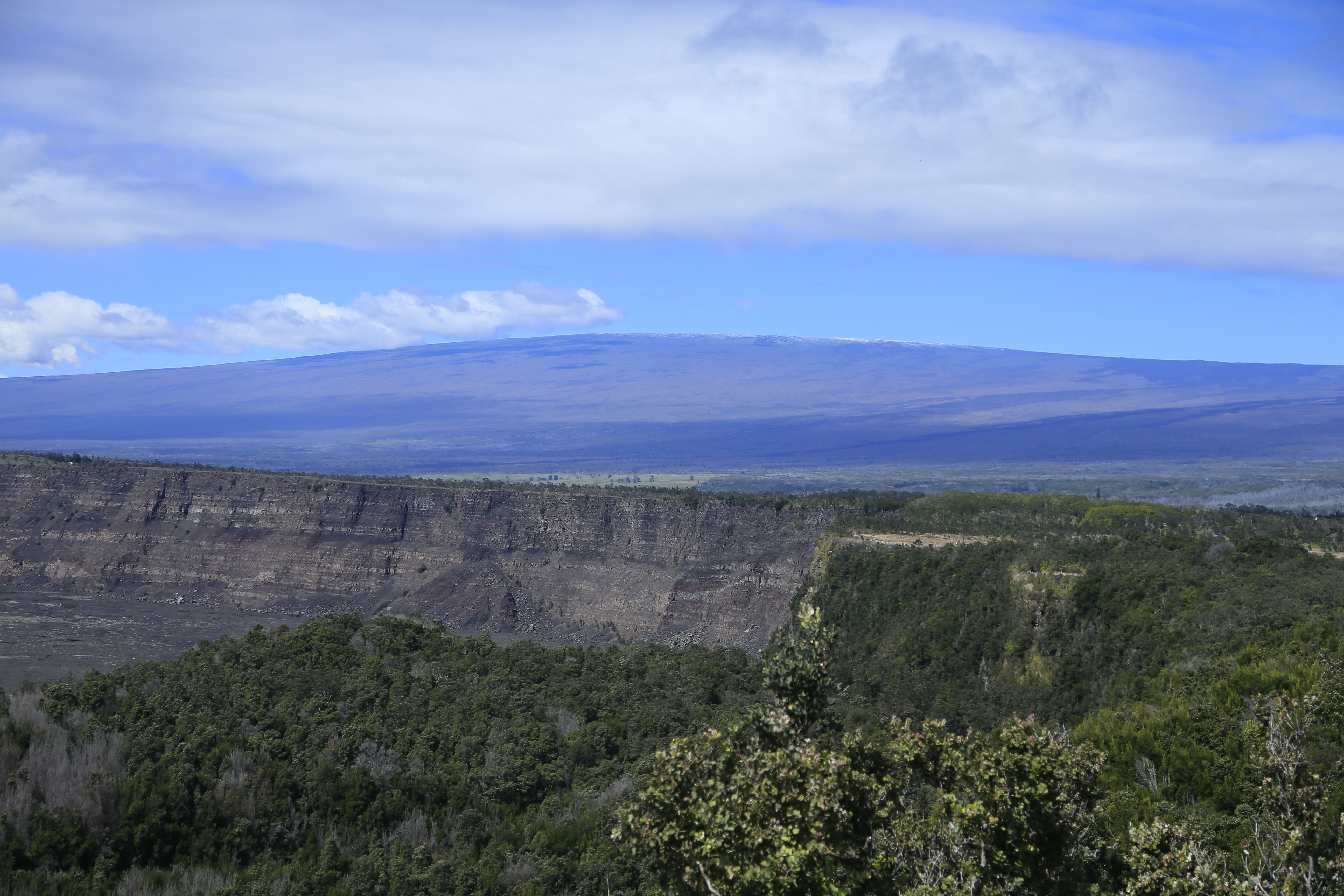
Kīlauea Caldera en Mauna Loa